# Aldo Nadi
Aldo Nadi (Livorno, 23 aprile 1899 – Los Angeles, 10 novembre 1965) è stato uno schermidore italiano, specializzato nel fioretto, nella spada e nella sciabola.

## Biografia
Vinse tre medaglie d'oro e una d'argento alle Olimpiadi del 1920. Aldo Nadi e il fratello maggiore Nedo furono avviati alla scherma dal padre, il maestro d'armi Beppe Nadi (fondatore dello storico Circolo Scherma Fides di Livorno), il quale li allenò con durezza al pari degli altri allievi della propria scuola. Nella sua palestra i due ragazzi si allenavano con il fioretto e la sciabola. La spada invece era proibita, perché il padre la riteneva un'arma indisciplinata. Aldo era quindi costretto ad andare a tirare di spada altrove, di nascosto dal padre. Sembra che il padre una volta dichiarò: Nedo vincerà tutto quello che si potrà vincere nella scherma. Quando si stancherà, Aldo lo sostituirà. Secondo molti la sua profezia non risultò essere andata lontano dalla verità. Durante la prima guerra mondiale Aldo Nadi fu impegnato come ufficiale di cavalleria.
Alle Olimpiadi del 1920 la scherma italiana ottenne un risultato eccellente: vinse l'oro a squadra in tutte e tre le armi nella stessa edizione dei Giochi. Aldo Nadi, così come il fratello Nedo, faceva parte di tutte e tre le squadre. Completò il bottino un argento individuale nella sciabola, perdendo in finale contro il fratello maggiore. I fratelli Nadi furono i co-protagonisti di quell'Olimpiade assieme al finlandese volante Paavo Nurmi.
Negli anni trenta Aldo Nadi gareggiò per diverso tempo negli Stati Uniti, dove fu protagonista di spettacolari sfide con un altro maestro italiano, Giorgio Santelli.
Attirato dal cinema, si trasferì ad Hollywood agli inizi degli anni quaranta. Aveva già al suo attivo una partecipazione in un film francese, Il torneo del 1928. Non riuscì però a sfondare nel cinema americano: racimolò una piccola parte come guardia del corpo in un unico film (Acque del Sud del 1944 con Humphrey Bogart e Lauren Bacall) e qualche consulenza come maestro d'arme per scene di duello in pellicole minori.
Sostenne sempre che suo fratello Nedo fosse il migliore schermidore di tutti i tempi. A coloro che sostenevano che Edoardo Mangiarotti fosse il migliore schermidore d'Italia, a causa del numero di medaglie vinte, egli rispose che suo fratello Nedo aveva sì vinto meno medaglie, ma tutte d'oro.
Aldo Nadi fu noto anche per i suoi duelli nella vita reale. Alle Olimpiadi del 1920 sfidò con una frusta da equitazione il sollevatore di pesi italiano Filippo Bottino mentre questi brandiva un grosso bastone. Il duello si concluse molto rapidamente quando Nadi colpì la mano di Bottino facendogli cadere l'arma. Successivamente Nadi ha duellato e ferito gravemente un giornalista che lo aveva preso in giro. Sfidò anche un compagno, il campione di scherma Edoardo Mangiarotti, perché riteneva che questi fosse stato favorito rispetto a lui dal Comitato Olimpico. Nadi propose di usare le pistole, ma Mangiarotti rifiutò.
La tecnica prefezionata da Aldo Nadi è stata d'ispirazione per Bruce Lee nella creazione del suo Jeet Kune Do.

## Palmarès
In carriera ha ottenuto i seguenti risultati:

### Giochi olimpici
Individuale
- Argento nella sciabola ad Anversa 1920

A squadre
- Oro nel fioretto ad Anversa 1920
- Oro nella spada ad Anversa 1920
- Oro nella sciabola ad Anversa 1920

### Campionati italiani
Individuale
- Oro nel fioretto nel 1920